# Rhododendron subestipitatum
Rhododendron subestipitatum är en ljungväxtart som beskrevs av Woon Young Chun och Pui Cheung Tam. Rhododendron subestipitatum ingår i släktet rododendron, och familjen ljungväxter. Inga underarter finns listade i Catalogue of Life.